# 신혜선
신혜선(申惠善, 1989년 8월 31일~)은 대한민국의 배우이다.
1989년 8월 31일 서울특별시 광진구에서 태어났으며, 2011년 엔플루토 티업 광고 모델로 데뷔했다. 2012년 말 KBS 2TV 월화 드라마 《학교 2013》에 출연하며 배우로 정식 데뷔하였다. 
대표 작품 중에 드라마는 2016년 KBS 2TV 주말 연속극 《아이가 다섯》, SBS 드라마 스페셜 《푸른 바다의 전설》, 2017년 tvN 토일 드라마 《비밀의 숲》, KBS 2TV 주말 연속극 《황금빛 내 인생》, 2018년 SBS 월화 드라마 《서른이지만 열일곱입니다》, 2019년 KBS 2TV 수목 드라마 《단, 하나의 사랑》, 2020년 tvN 토일 드라마 《철인왕후》2023년 tvN 토일 드라마《이번 생도 잘 부탁해》 등이 있고 영화는 2020년 《결백》, 《도굴》 2023년 《타겟》등이 있다.

## 학력
- 건국대학교 사범대학 부속중학교(졸업)
- 국립전통예술고등학교 음악연극과(졸업)
- 세종대학교 영화예술학과(졸업)

## 출연 작품

### 드라마
- 2012년 KBS2 월화드라마 《학교 2013》 ... 신혜선 역
- 2014년 SBS 주말 특별기획 드라마 《엔젤 아이즈》 ... 어린 차민수 (현쥬니 아역) 역
- 2014년 tvN 월화드라마 《고교처세왕》 ... 고윤주 역
- 2014년 VTV 수목드라마 《오늘도 청춘》 ... 미소 역
- 2015년 tvN 금토드라마 《오 나의 귀신님》 ... 강은희 역
- 2015년 MBC 수목드라마 《그녀는 예뻤다》 ... 한설 역
- 2016년 KBS2 주말연속극 《아이가 다섯》 ... 이연태 역
- 2016년 SBS 드라마스페셜 《푸른 바다의 전설》 ... 차시아 역
- 2017년 tvN 토일드라마 《비밀의 숲》 ... 영은수 역
- 2017년 KBS2 주말연속극 《황금빛 내 인생》 ... 서지안 역
- 2018년 SBS 월화드라마 《서른이지만 열일곱입니다》 ... 우서리 역
- 2018년 SBS 월화드라마 《사의 찬미》 ... 윤심덕 역
- 2019년 KBS2 수목드라마 《단, 하나의 사랑》 ... 이연서 / 최설희 역
- 2020년 tvN 토일드라마 《비밀의 숲 2》 ... 영은수 역 (우정출연)
- 2020년 tvN 토일드라마 《철인왕후》 ... 김소용 역
- 2021년 TVING 드라마 《철인왕후: 대나무숲》 ... 김소용 역
- 2023년 tvN 토일드라마 《이번 생도 잘 부탁해》 ... 반지음 / 윤주원 역
- 2023년 JTBC 토일드라마 《웰컴투 삼달리》 ... 조삼달 역
- 2024년 ENA 월화드라마 《나의 해리에게》 ... 주은호 / 주혜리 역

### 영화
- 2014년 영화 《리턴 매치》 ... 주연 역
- 2014년 영화 《인생은 새옹지마》 ... 소라 역
- 2016년 영화 《검사외전》 ... 윤아 역
- 2017년 영화 《하루》 ... 미경 역
- 2020년 영화 《결백》 ... 안정인 역
- 2020년 영화 《도굴》 ... 윤세희 역
- 2023년 영화 《타겟》 ... 장수현 역
- 2023년 영화 《용감한 시민》 ... 소시민 역
- 2024년 영화 《그녀가 죽었다》 ... 한소라 역

### 교양
| 연도 | 방송사 | 제목                                         | 역할         | 기간         | 비고 |
| ---- | ------ | -------------------------------------------- | ------------ | ------------ | ---- |
| 2018 | MBC    | 《지구촌 어린이돕기 희망더하기 - 카메룬 편》 | 출연 및 해설 | 2018. 5. 29. |      |
| 2019 | MBC    | 《기억·록, 100년을 탐험하다》                | 출연         | 2019. 1. 14. |      |

### 예능
| 연도 | 방송사 | 제목                   | 역할      | 기간                  | 비고 |
| ---- | ------ | ---------------------- | --------- | --------------------- | ---- |
| 2016 | KBS2   | 《해피투게더 3》       | 게스트    | 2016.02.11            |      |
| 2016 | KBS2   | 《해피투게더 3》       | 게스트    | 2016.06.30            |      |
| 2018 | SBS    | 《런닝맨》             | 게스트    | 2018.08.05            |      |
| 2018 | SBS    | 《미운 우리 새끼》     | 스페셜 MC | 2018.08.05~2018.08.12 |      |
| 2018 | SBS    | 《SBS 연기대상》       | MC        | 2018.12.31            |      |
| 2019 | KBS2   | 《KBS 연기대상》       | MC        | 2019.12.31            |      |
| 2020 | JTBC   | 《아는 형님》          | 게스트    | 2020.02.22            |      |
| 2020 | SBS    | 《런닝맨》             | 게스트    | 2020.02.23~2020.03.01 |      |
| 2023 | tvN    | 《유 퀴즈 온 더 블럭》 | 게스트    | 2023.10.18            |      |

### 뮤직비디오
| 연도 | 가수명       | 노래명           | 공동 출연 | 비고 | 출처 |
| ---- | ------------ | ---------------- | --------- | ---- | ---- |
| 2013 | 왓 위민 원트 | 〈궁금해졌어〉   |           |      |      |
| 2018 | 나얼         | 〈널 부르는 밤〉 |           |      |      |
| 2018 | God          | 〈눈이 내린다〉  |           |      |      |

### 광고
| 연도 | 기업명           | 제품명                                          | 종류            | 공동 출연                      | 출처 |
| ---- | ---------------- | ----------------------------------------------- | --------------- | ------------------------------ | ---- |
| 2011 | 엔플루토         | 티업 - 우측으로 두 컵 보시구요                  | 스크린 골프     |                                |      |
| 2011 | 엔플루토         | 티업 - 이제 티업하시죠                          | 스크린 골프     |                                |      |
| 2012 | 롯데제과         | 도리토스 - 신나는 일 없나                       | 과자            | 정일우                         |      |
| 2012 | 유한킴벌리       | 좋은 느낌 - 그녀들의 101가지 좋은 느낌          | 생리대          |                                |      |
| 2013 | 피자헛           | 피자헛 - 촌놈이라고 깎아주시는 겁니까           | 피자 프랜차이즈 | 김성균, 손호준                 |      |
| 2014 | 아모레퍼시픽     | 라네즈 - 별명이 미스 홍당무에요                 | 화장품          | 송혜교                         |      |
| 2016 | 올에이블         | 아쿠탑 - 칙칙하거나 건조한 당신의 피부          | 화장품          |                                |      |
| 2016 | 한국지엠         | 쉐보레 크루즈 - 친구들과 함께한 첫 일탈         | 자동차          | 윤균상                         |      |
| 2016 | 올에이블         | 아쿠탑 - 한창 예쁠 나이가 떠나가고 있다         | 화장품          |                                |      |
| 2016 | 아이올리         | 에고이스트                                      | 여성 의류       |                                |      |
| 2016 | 한국인삼공사     | 정관장 홍삼정 - 와 대박 대박                    | 식품            | 조정석, 유재명, 이시언, 권혁수 |      |
| 2017 | 올에이블         | 아쿠탑 워터 컬러 - Water, color, make up, cream | 화장품          |                                |      |
| 2017 | 올에이블         | 아쿠탑 워터 컬러 - COLOR                        | 화장품          |                                |      |
| 2017 | 올에이블         | 아쿠탑 워터 컬러 - MAKE UP                      | 화장품          |                                |      |
| 2018 | 예진상사         | 칼린                                            | 핸드백          |                                |      |
| 2018 | 엔젯오리진       | 레드씰                                          | 치약            |                                |      |
| 2018 | 발렌타인         | 러브캣비쥬                                      | 주얼리          |                                |      |
| 2018 | 시선인터내셔널   | 잇미샤                                          | 여성 의류       |                                |      |
| 2019 | 로레알           | 케라스타즈                                      | 헤어·두피 케어  |                                |      |
| 2019 | 새마을금고중앙회 | 새마을금고 - 이래야 MG 금융을 딱 맞게           | 금융            | 김상중                         |      |
| 2019 | 새마을금고중앙회 | 새마을금고 - 예금적금 키워줘야 맞지             | 금융            | 김상중                         |      |
| 2019 | 새마을금고중앙회 | 새마을금고 - MG새마을금고 보험을 만나면         | 금융            | 김상중                         |      |
| 2019 | 새마을금고중앙회 | 새마을금고 - 금융을 딱 맞게                     | 금융            | 김상중                         |      |
| 2019 | 새마을금고중앙회 | 새마을금고 - MG새마을금고 보험을 만나면         | 금융            | 김상중                         |      |
| 2019 | 새마을금고중앙회 | 새마을금고 - 행복 가득 MG새마을금고 보험        | 금융            | 김상중                         |      |
| 2019 | CJ올리브네트웍스 | 보타닉힐 보 - 탄력 떨어졌죠                     | 화장품          |                                |      |
| 2020 | 새마을금고중앙회 | 새마을금고 - 금융 이래야 맞지                   | 금융            | 김상중                         |      |
| 2020 | 새마을금고중앙회 | 새마을금고 - MG 새마을금고 보험이니까           | 금융            | 김상중                         |      |
| 2020 | 새마을금고중앙회 | 새마을금고 - 앞으로도 여러분들 곁에서           | 금융            | 김상중                         |      |
| 2020 | 새마을금고중앙회 | 새마을금고 - 더 큰 믿을을 나누겠습니다          | 금융            | 김상중                         |      |
| 2020 | 새마을금고중앙회 | 새마을금고 - 이 정도 보험료에 이 만큼이나       | 금융            | 영탁                           |      |
| 2020 | 새마을금고중앙회 | 새마을금고 - 아니 우리 지역에 힘이 되는 금융이  | 금융            | 영탁                           |      |
| 2021 | 돕는사람들       | 치킨플러스                                      | 치킨 프랜차이즈 |                                |      |
| 2021 | 위머스트엠       | 위머스트엠                                      | 마스크          |                                |      |
| 2021 | 씨엠에스랩       | 셀퓨전씨                                        | 화장품          |                                |      |
| 2022 | 인디에프         | 조이너스                                        | 여성 의류       |                                |      |

## 수상 및 후보
| 연도 | 시상식                           | 부문                                    | 작품                                           | 결과 |
| ---- | -------------------------------- | --------------------------------------- | ---------------------------------------------- | ---- |
| 2007 | 젊은 연극제 전국 청소년 독백대회 | 금상                                    | 빈칸                                           | 수상 |
| 2015 | MBC 연기대상                     | 미니시리즈부문 여자 신인연기상          | 《그녀는 예뻤다》                              | 후보 |
| 2016 | 제2회 신스틸러 페스티벌          | 여자 신스틸러 신인배우상                | 《아이가 다섯》 《검사외전》                   | 수상 |
| 2016 | KBS 연기대상                     | 여자 신인연기상                         | 《아이가 다섯》                                | 후보 |
| 2016 | KBS 연기대상                     | 여자 조연상                             | 《아이가 다섯》                                | 후보 |
| 2016 | KBS 연기대상                     | 베스트 커플상 (With 성훈)               | 《아이가 다섯》                                | 후보 |
| 2016 | SBS 연기대상                     | 판타지드라마부문 여자 우수연기상        | 《푸른 바다의 전설》                           | 후보 |
| 2017 | 제1회 더 서울어워즈              | 드라마부문 신인여우상                   | 《비밀의 숲》                                  | 후보 |
| 2017 | KBS 연기대상                     | 여자 최우수연기상                       | 《황금빛 내 인생》                             | 후보 |
| 2017 | KBS 연기대상                     | 장편드라마부문 여자 우수연기상          | 《황금빛 내 인생》                             | 수상 |
| 2017 | KBS 연기대상                     | 베스트 커플상 (with 박시후)             | 《황금빛 내 인생》                             | 수상 |
| 2018 | 제54회 백상예술대상              | TV부문 여자 최우수연기상                | 《황금빛 내 인생》                             | 후보 |
| 2018 | 제11회 코리아 드라마 어워즈      | 여자 최우수연기상                       | 《황금빛 내 인생》                             | 후보 |
| 2018 | 제6회 아시아태평양 스타 어워즈   | 장편드라마부문 여자 최우수연기상        | 《황금빛 내 인생》                             | 수상 |
| 2018 | 제2회 더 서울어워즈              | 드라마부문 여우주연상                   | 《황금빛 내 인생》 《서른이지만 열일곱입니다》 | 후보 |
| 2018 | SBS 연기대상                     | 월화드라마부문 여자 최우수연기상        | 《서른이지만 열일곱입니다》                    | 수상 |
| 2018 | SBS 연기대상                     | 베스트 커플상 (with 양세종)             | 《서른이지만 열일곱입니다》                    | 후보 |
| 2019 | 제14회 숨피 어워즈               | 브레이크아웃 배우상                     | 《서른이지만 열일곱입니다》                    | 후보 |
| 2019 | 제14회 숨피 어워즈               | 베스트 커플상 (with 양세종)             | 《서른이지만 열일곱입니다》                    | 후보 |
| 2019 | 제14회 서울 드라마 어워즈        | 여자 연기자상, 한류드라마 여자 연기자상 | 《사의 찬미》, 《서른이지만 열일곱입니다》     | 후보 |
| 2019 | KBS 연기대상                     | 여자 최우수연기상                       | 《단, 하나의 사랑》                            | 수상 |
| 2019 | KBS 연기대상                     | 베스트 커플상 (with 김명수)             | 《단, 하나의 사랑》                            | 수상 |
| 2021 | 제41회 청룡영화상                | 신인여우상                              | 《결백》                                       | 후보 |
| 2021 | 제57회 백상예술대상              | 영화부문 여자 신인연기상                | 《결백》                                       | 후보 |
| 2021 | 제57회 백상예술대상              | TV부문 여자 최우수연기상                | 《철인왕후》                                   | 후보 |
| 2021 | 제8회 한국영화제작가협회상       | 올해의 클로즈업상                       | 빈칸                                           | 수상 |
| 2024 | 제58회 납세자의 날               | 대통령 표창                             | 빈칸                                           | 수상 |
| 2024 | 제33회 부일영화상                | 올해의 스타상                           | 《그녀가 죽었다》                              | 수상 |
| 2025 | 제23회 디렉터스 컷 시상식        | 올해의 여자배우상                       | 《그녀가 죽었다》                              | 후보 |